# AmigaOne

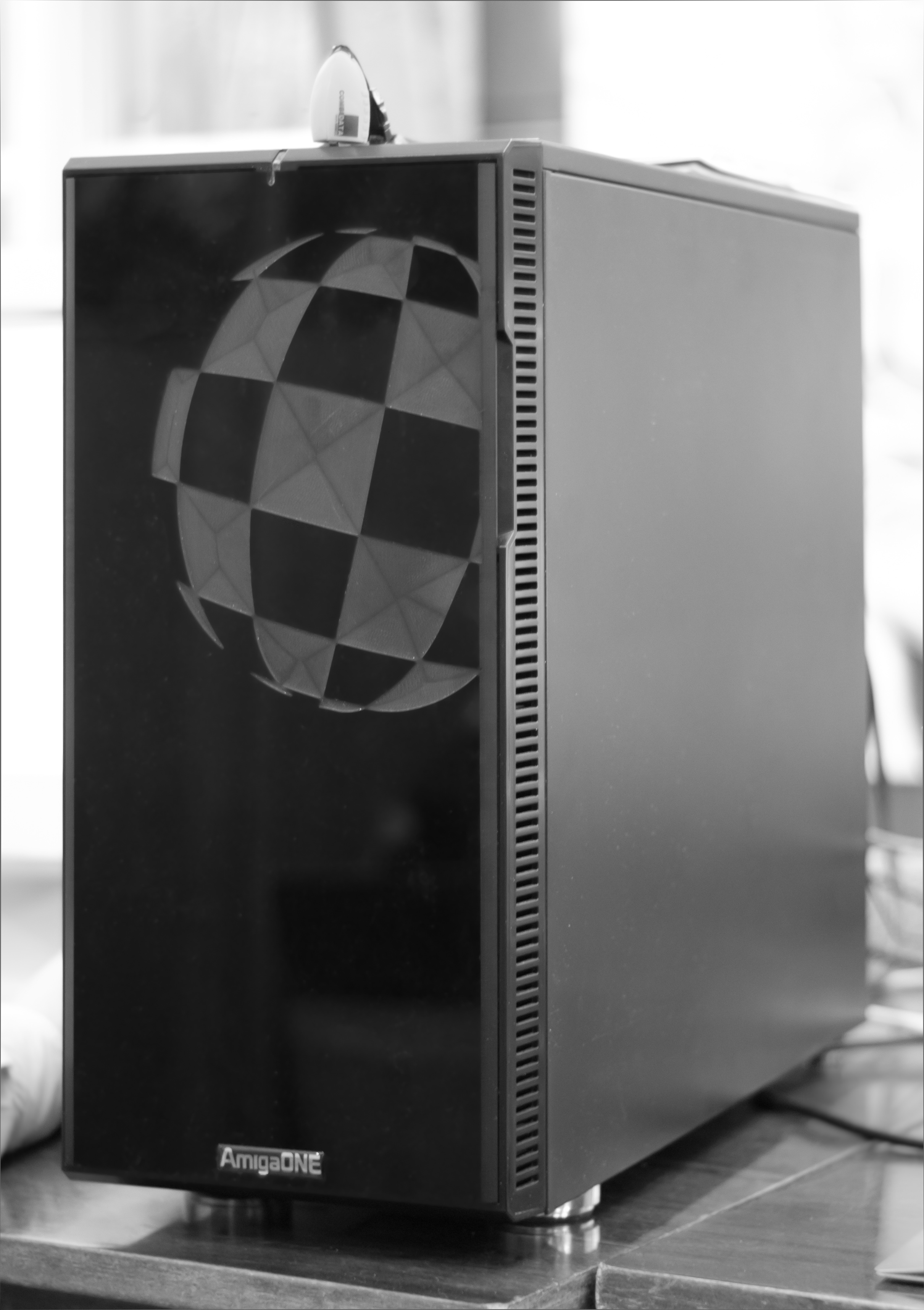
AmigaOne X1000

AmigaOne — компьютерная платформа, основанная на серии материнских плат POP для процессоров PowerPC. В основном предназначены для работы под управлением операционной системы AmigaOS 4.0, созданной компанией Hyperion Entertainment из Бельгии. Эти материнские платы основаны на наборе системной логики с северным мостом Articia, спроектированным компанией MAI Logic, бесфабричным тайвано-американским производителем интегральных микросхем.
Торговая марка AmigaOne используется с согласия Amiga Inc. эксклюзивно британским поставщиком компьютеров Eyetech Group с целью продажи различного аппаратного обеспечения для работы с AmigaOS 4.

## История
Изначально AmigaOne было названием проекта нового аппаратного обеспечения для Amiga, возглавляемым Eyetech Group и проектировавшегося немецкой компанией Escena. Были доступны две модели материнских плат AmigaOne: AmigaOne-1200 и AmigaOne-4000. Они имели разъёмы для подключения A1200 и A4000, соответственно, для того чтобы использовать старые специализированные микросхемы Amiga. Этот проект AmigaOne был закрыт в 2001 году, в основном из-за невозможности найти или спроектировать подходящую микросхему северного моста.
После выхода из проекта компании Escena, Eyetech искала альтернативное решение. В результате в 2002 году они решили использовать материнскую плату Teron CX PowerPC для продукта под названием «AmigaOnepointfive», позже изменённое на AmigaOne SE. Позднее был выпущен AmigaOne XE на основе материнской платы Teron PX, за которым последовал Micro-1 (также известный как µ-A1), основанной на Teron Mini. Teron создан на основе спецификации IBM PowerPC Open Platform и использует микропрограмму U-Boot.
Основным отличием между AmigaOne SE, имевшей формат ATX, и AmigaOne XE было то, что AmigaOne SE имел впаянный процессор PowerPC 750CXe с частотой 600 МГц, в то время как в AmigaOne XE процессор находился на отдельной плате, устанавливавшейся в разъём MegArray на материнской плате. Несмотря на то что разъём MegArray физически похож на разъём дочерней процессорной платы для Apple Power Mac G4, они электрически не совместимы. Были варианты с процессорами G3 и G4 с максимальной тактовой частотой 800 МГц и 933 МГц, соответственно. Модуль G4 изначально использовал процессор Freescale 7451, позже заменённый на Freescale 7455, оба без кеш-памяти 3-го уровня. Процессор G4 сильнее нагревался во время работы и требовал лучшего охлаждения, чем то, которым снабжались некоторые машины. Поэтому G4 часто поставлялись работающими на пониженной частоте в 800 МГц. Последней материнской платой на основе Teron, использовавшейся Eyetech, была Teron Mini, серия материнских плат, в некоторой степени схожих с Teron PX, но имевших размер Mini-ITX и такие небольшие дополнения, как интегрированный графический адаптер и более мощный процессор 750GX. Micro-1 была анонсирована в двух конфигурациях под названиями Micro-A1 I (Industrial, промышленный) and Micro-A1 C (Consumer, бытовой). Выпускалась только конфигурация «C».
На момент выпуска первых плат AmigaOne, операционная система AmigaOS 4.0 ещё не была готова, поэтому они поставлялись с различными дистрибутивами Linux. Начиная с апреля 2004 года, платы поставлялись с предварительной версией OS4 (developer prerelease).
Полноценная версия AmigaOS 4.0 была выпущена в начале 2007 года только для компьютеров AmigaOne, а версия «Classic PPC» была выпущена в декабре 2007 года. AmigaOS 4.1 для AmigaOne выпущена в сентябре 2008 года.

## Операционные системы
- Linux для PowerPC (дистрибутив CRUX PPC). 31 августа 2021 г. разработчик Кристиан Зигоцки из Xeonosoft выложил ядро Linux финальной версии 5.14 собранное для поддержки аппаратных спецификаций AmigaOne X1000 и X5000.
- AmigaOS 4 версий 4.0 и 4.1.

## Текущее состояние

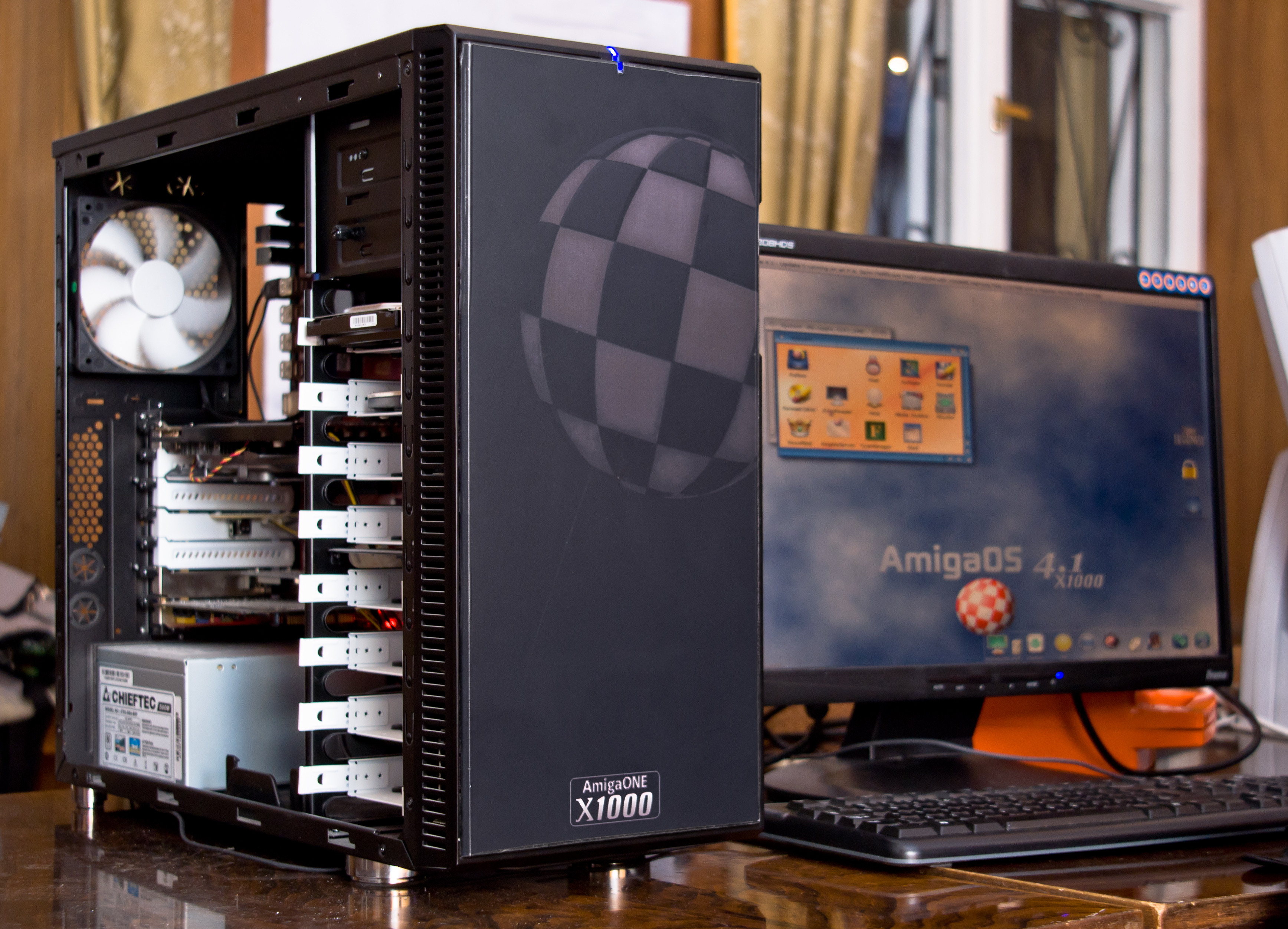
AmigaOne X1000 с запущенной AmigaOS 4.1

MAI Logic обанкротилась, а следовательно прекратилась поставка основного компонента для Eyetech AmigaOne. Eyetech Group прекратила производство Micro-A1 из-за нехватки микросхем северного моста и перебоев с поставками процессоров от IBM.
Из-за того, что платы AmigaOne были выпущены в относительно небольшом количестве (вероятно, около 1500 штук всех моделей вместе взятых) и больше не производятся, их сейчас трудно приобрести.
В 2010 году было объявлено о завершении проекта A-Eon компании Hyperion Entertainment, которая анонсировала новую современную материнскую плату AmigaOne X1000 (под кодовым названием «Nemo») на базе двухъядерного процессора PowerISA™ v2.04+ и сопроцессора «Xena» XMOS XS1-L1 128 SDS. Материнская плата форм-фактора ATX имеет 4 слота для DDR2 RAM, что в сумме позволяет иметь до 8 Гб памяти, интегрированный HD Audio стандарта 7.1 и гигабитный сетевой интерфейс, 2 слота PCIe x16, 2 слота PCIe x1, 2 слота PCI, 4 SATA2-разъёма и 1 IDE ATA, 10 разъёмов USB 2.0, по одному для интерфейса JTAG и разъёма Compact Flash, 2 разъёма RS-232 и 1 слот Xorro для подключения сопроцессора Xena.
21 октября 2011 года A-EON объявили о начале продаж AmigaONE X1000 под кодовым именем «First Contact» (с англ. — «первая встреча»). ПК поставляется в виде системного блока под кодовым именем «Boing Ball» (название маскота сообщества пользователей Amiga), содержащего в себе материнскую плату Nemo rev 2.1, 1 ГБ DDR2 RAM, видеокарту Radeon HD4650, жёсткий диск объёмом 500 ГБ, DVD-RW, интегрированные аудио- и сетевую карты. Вместе с ПК передаётся специальная версия AmigaOS 4.1 Update 5, а позже A-EON обещают выпустить бесплатное обновление до версии 4.2. Стоимость системы начинается от 1915 фунтов стерлингов без учёта налогов и доставки (около 92 000 рублей на момент начала продаж). Распространением занимается магазин AmigaKit, работая по предварительным заказам через электронную почту.
В сентябре 2011 года ACube Systems создаёт AmigaOne 500 на базе Sam460ex.
В октябре 2011 года Hyperion Entertainment объявила о том, что в середине 2012 года начнёт работать над созданием нетбука марки AmigaOne, но на Amiwest 2013 было объявлено, что в связи с техническими проблемами проект отменён.
Кроме того, на Amiwest 2013 года A-Eon Technology представила три новые платы AmigaOne под общим названием проекта Cyrus. A-Eon предложила возможные номера моделей, за которые можно было проголосовать. В январе 2014 A-Eon Technology объявила имена новых моделей: AmigaOne X5000/20, AmigaOne X5000/40 и AmigaOne X3500. Новые материнские платы предназначены для замены AmigaOne X1000.
В 2013 году A-Eon Technology объявила, что на Amiwest 2013 A-Eon подписала контракт на сумму инвестиций в 1,2 млн долларов с Ultra Varisys для организации непрерывного цикла проектирования, разработки и производства оборудования на платформе PowerPC для её линейки ПК AmigaOne.
В январе 2015 года Acube Systems начали продавать AmigaOne 500 на базе материнской платы Sam460cr, урезанной версии оригинальной Sam460ex. Были убраны встроенный графический адаптер на чипе Silicon Motion SM502 и порт SATA2.

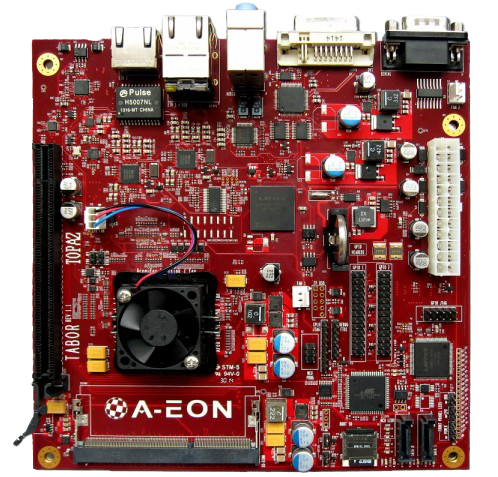
A1222

В 2015 году A-Eon анонсирует плату начального уровня A1222, под кодовым именем «Tabor». Проект пришёл на замену не вышедшему X3500, и представляет собой материнскую плату формфактора Mini-ITX, построенную на базе двухъядерного процессора Freescale P1022, работающего на частоте 1,2 ГГц, интегрированного графического чипа Radeon RX, оснащённого слотом PCI-e x16 для установки видеокарты, двумя портами SATA 2.6, контактами GPIO и 4-мя разъёмами USB 2.0. Однако процессор в Tabor не имеет в себе блока для обработки чисел с плавающей точкой, и поэтому его пришлось реализовывать на программном уровне в AmigaOS, из-за чего разработка затянулась. В 2017 году разработчики продемонстрировали успешную загрузку AmigaOS 4.1 Final Edition Update 1 ER (Early Release) на плате A1222, однако затем у Hyperion Entertainment начались финансовые проблемы, и разработку на время приостановили. Спустя 2 года начался сбор предзаказов на плату, также её начали получать участники закрытого бета-тестирования. Поставки планировалось начать в 2020 году, однако на этот раз планы разработчиков нарушила эпидемия Covid-19. Тем не менее ограниченная серия из 100 комплектов A1222+, содержащих помимо платы набор дополнительного ПО Enhancer Software, была мгновенно распродана. С помощью Tabor, A-Eon надеется расширить рынок AmigaOne и AmigaOS, предоставив максимально дешёвую плату (стоимость 449 фунтов стерлингов), а затраты на разработку компенсировать продажей программного обеспечения через магазин AmiStore.